# Juli Soler y Santaló
Juli Soler y Santaló (c. 1865-1914) fue un excursionista, fotógrafo e ingeniero español.

## Biografía
Nacido en 1864 o 1865 en Barcelona, Soler, que cursó estudios de ingeniería industrial, realizó sus primeras excursiones por las comarcas de las Guillerías y Collsacabra, entre 1893 y 1899, a consecuencia de las cuales habría ingresado en el Centro Excursionista de Cataluña.

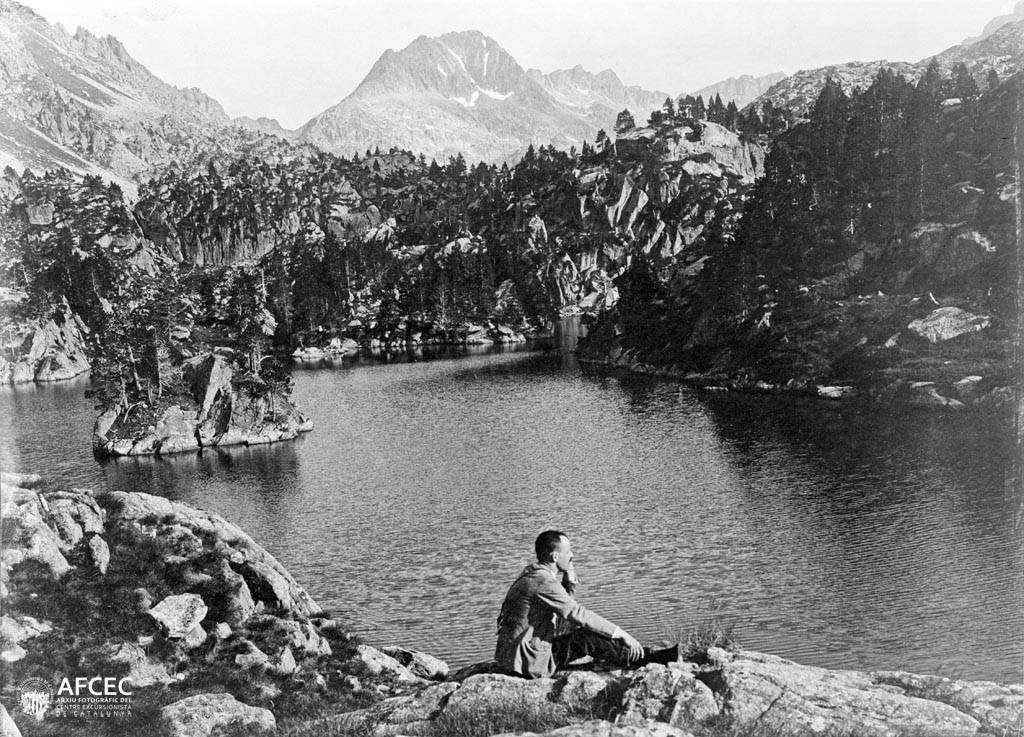
Juli Soler en el lago mayor de Colomers

También realizó a comienzos del siglo XX excursiones por el Maresme y la frontera entre Aragón y Cataluña, de las cuales se publicaría el volumen Excursions per la Catalunya aragonesa i ciudad d'Osca, además de textos sobre las comarcas de la Litera y la Ribagorza.
Considerado un admirador entusiasta del Pirineo aragonés, publicó igualmente una Guia monogràfica de la Val d'Aràn. Soler, que cultivó la fotografía en sus excursiones, falleció el 30 de abril de 1914 a la edad de cuarenta y nueve años.